# Universitas Negeri Semarang
Universitas Negeri Semarang – indonezyjska uczelnia publiczna w mieście Semarang (prowincja Jawa Środkowa). Została założona w 1965 roku.